# Valle de Cocora
El valle de Cocora es un paisaje natural localizado en la cordillera central de los Andes colombianos, específicamente en el departamento del Quindío, en el área de influencia del Parque nacional natural Los Nevados. Cuenta con algunas poblaciones del árbol nacional de Colombia, la palma de cera del Quindío (Ceroxylon quindiuense), así como de una gran variedad de flora y fauna, mucha de ella en peligro de extinción, protegida bajo el estatus de parque nacional natural. El valle, así como la localidad cercana de Salento, se ubican entre los principales destinos turísticos de Colombia.

## Toponimia
Cocora era el nombre de una princesa quimbaya, hija del cacique Acaime, y cuyo significado es estrella de agua.)
Inicialmente la zona era llamada el cañón del alto Quindío. En 1890 Valeriano Marulanda Arango llegó al lugar, tumbó parte del monte con un grupo de peones que estaban a su mando, abrió las fincas e hizo la denuncia de los terrenos baldíos ante un juez de Cartago. La inspección de las tierras las hizo, con la medición, un agrimensor de esa ciudad, el señor Lisandro Jaramillo, en el año de 1900, periodo en el que se levantó el plano respectivo, el cual fue registrado oficialmente en la gobernación del Cauca, el 31 de octubre de 1903. 
Darío Marulanda narra que a su padre, Julio Marulanda Botero, hijo de Valeriano, le correspondió el lote propiamente llamado Britania, donde estaba la casa principal. Y se vino definitivamente para ella, después de vender una finca llamada Pisamal, en la gran hacienda Maravélez, en La Tebaida, cuyo nombre debe provenir de la conquista de tierras que hicieron juntos Valeriano Marulanda y su yerno Germán Vélez, y, tal vez, por eso esa hacienda tomó el nombre de Maravélez. En 1900, Darío Marulanda aseguraba que se trataba de un vocablo popular en esa zona, proveniente del antiguo lenguaje indígena. “Dicen que así llamaban los indígenas a la palma de cera, esa es una versión. La otra, corroborada también por Juan B. Jaramillo, propietario de tierras en la zona, es que ese era el sonido de un ave, pero con acento agudo co co rá, co co rá, y que los indígenas veían entre las palmas de cera. Por tal razón, una y otra, ave y palma, la llamaban cocorá, repetimos, con acento agudo”, narran Darío Marulanda y Juan B. Jaramillo.
De ahí proviene el nombre de la finca La Cocora, que debió de ser nombre femenino y con acento agudo, pero que se transformó porque la tilde de la última sílaba no apareció en el plano ni en las escrituras respectivas. Desde entonces, año 1900, y no desde la existencia de la fonda Cocora, en los años sesenta del siglo XX, como afirmaba el académico salentino Jorge Enrique Arias, referido por Armando Rodríguez, la zona dejó de llamarse cañón del Alto Quindío, para tomar el nombre de valle de Cocora, que debería de ser, valle de La Cocora.

## Ubicación
El valle de Cocora se localiza entre los cursos altos del río Quindío, el principal curso fluvial del departamento homónimo, a una altura entre los 1800 y los 2400 metros sobre el nivel del mar. El valle está ubicado a una distancia de 24 kilómetros al noreste de la capital departamental, Armenia, en jurisdicción del municipio de Salento.

## Protección
Con el objetivo de prevenir la explotación de la palma de cera y de las especies endémicas propias del valle de Cocora, el gobierno de Belisario Betancur propuso la creación de un santuario natural en dicho lugar y la preservación de la palma de cera como árbol nacional de Colombia a través de la ley 61 de 1985, ratificada el 16 de septiembre de 1985.

## Clima

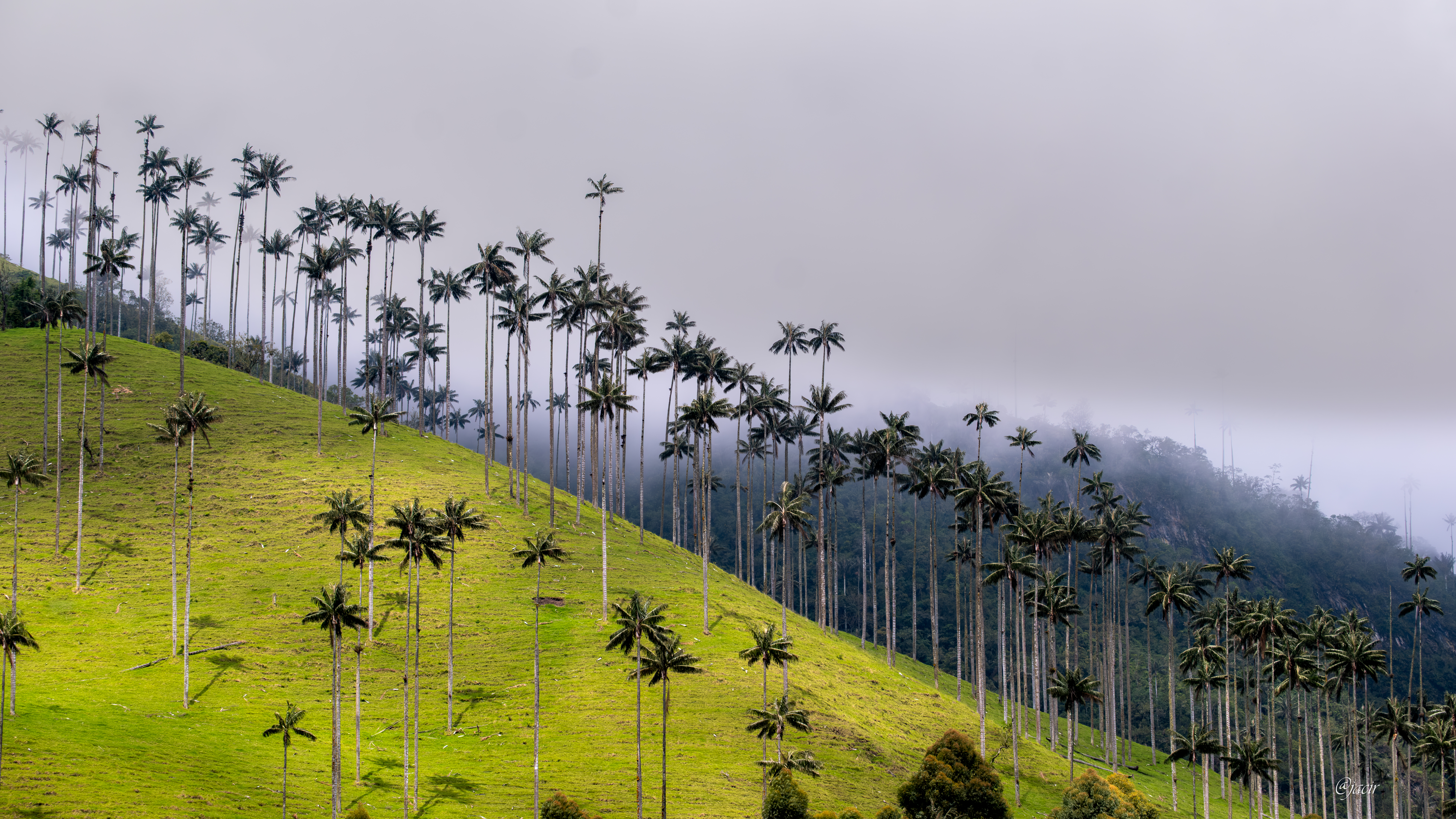
Palma de cera del Quindío.

Debido a su altitud y a la característica especial que ocasiona el hecho de que los vientos occidentales provenientes del océano Pacífico son detenidos por la cordillera andina, el Valle de Cocora presenta un ambiente húmedo propicio al desarrollo de un ecosistema de bosque nuboso a elevadas alturas; de esta manera, la lluvia se presenta casi diariamente. La temperatura anual promedio es de 15 °C, con una máxima de 25 °C y una mínima de 12 °C.

## Flora y fauna
El valle de Cocora es el principal hogar de la mayoría de las poblaciones restantes de la palma de cera. Otras especies de flora y fauna que se pueden encontrar en el valle incluyen:

### Flora
- pino romerón (Dissocarpus rospigliosi)
- sietecueros (Tibouchina lepidota)
- encenillo (Weinmannia tormentosa)
- árnica
- frailejón (espeletia)
- puya
- Palma de cera (Ceroxylon quindiuense)

### Fauna
- tapir andino (Tapirus pinchaque)
- oso de anteojos (Tremarctos ornatus)
- puma (Puma concolor)
- loro orejiamarillo (Ognorhynchus icterotis)
- tucán celeste (Andigena nigrirostris)
- pava andina (Penelope montagnii)
- cóndor andino (Vultur gryphus)
- colibrí (Trochilidae)